# Катастрофа Ан-2 в Тернее
Катастрофа Ан-2 в Тернее — авиационная катастрофа, произошедшая во вторник 18 марта 1975 года у посёлка Терней (Приморский край) с Ан-2 компании Аэрофлот, в результате которой погибли 10 человек.

## Самолёт
Ан-2 с заводским номером 1G72-05 был выпущен польскими заводами PZL-Mielec 14 января 1953 года и продан Министерству гражданской авиации СССР, которое присвоило ему регистрационный номер СССР-05655. Двигатель имел заводской номер К1411327. На момент катастрофы самолёт принадлежал Владивостокскому объединённому авиаотряду (145 лётный отряд) Дальневосточного управления гражданской авиации и имел наработку в 13 354 лётных часа.

## Экипаж
Командиром (КВС) самолёта был Трегуб Виктор Иванович. Обязанности второго пилота исполнял Климоиц Александр Георгиевич.

## Катастрофа
Экипаж находился в командировке в аэропорту Тернея, где выполнял внерейсовые полёты. 18 марта 1975 года пилотам предстояло выполнить полёт по маршруту Терней — Амгу — Кузнецово. Всего на борту самолёта находились 14 пассажиров, включая двух детей, 80 килограммов груза и 50 килограммов почты. Взлётный вес лайнера экипаж при этом не подсчитывал, а потому расчёт центровки не производился. Предполётная подготовка также была проведена с нарушениями. Как впоследствии будет установлено, фактический взлётный вес самолёта составлял 5699 килограммов при центровке 33,5 % САХ.
В 10:04 по местному времени Ан-2 начал выполнять взлёт в северо-западном направлении. Но когда самолёт поднялся на высоту 5—7 метров, то пилоты почувствовали, что его нос начинает круто уходить вверх (кабрирование). Попытка противодействовать этому отклонением штурвала «от себя» не возымела действия. Подозревая смещение центровки за задний предел, командир тут же дал команду пассажирам переместиться вперёд, но те выполнить команду не успели. На высоте 30—35 метров Ан-2 уже вышел на закритический угол атаки, в результате чего упала поступательная скорость. Потеряв подъёмную силу, авиалайнер перешёл в сваливание на левое крыло, после чего развернулся на 280—290° (чуть более чем на ¾ оборота) и под углом 35—40° врезался в картофельное поле, а затем загорелся, остановившись почти перпендикулярно к оси полосы. Возникший пожар был своевременно потушен, однако весь фюзеляж в районе кабины пилотов и пассажирского салона оказался полностью разрушен. В происшествии погибли 10 человек: второй пилот и 9 пассажиров, в том числе оба ребёнка. Выжившие командир и 5 пассажиров получили различные ранения.

## Расследование
Как было установлено комиссией, самолёт был перегружен на 449 килограмм, а центровка уже выходила за предельную заднюю. Экипаж эти параметры не подсчитывал, а диспетчер службы движения в свою очередь не проконтролировал действия пилотов и подписал незаполненные задание на полёт и штурманский бортжурнал. При этом в бортжурнале вес пустого самолёта был указан как 3275 килограмм, тогда как на самом деле он составлял 3412 килограмм. Также один из пассажиров не был оформлен. Это был бывший работник  аэропорта Максимовка, которого взял на борт командир Трегуб. Дежурная по посадке была против посадки дополнительного пассажира и даже сообщила о ситуации начальнику аэропорта, однако начальник аэропорта этого пассажира не высадил. Из показаний выживших пассажиров было установлено, что двоих пассажиров разместили на ящике у входа в пилотскую кабину. Когда же самолёт отделился от земли, то один из пассажиров встал и переместился в заднюю часть салона, из-за чего лайнер начал опускать хвост и поднимать нос. Пытаясь исправить ситуацию, командир крикнул «Всем пассажирам вперед!», при этом часть пассажиров даже расстегнули ремни, но самолёт в этот момент уже перешёл в падение.
Также при изучении формуляра самолёта было установлено, что в нём была запись ремонтного завода № 24 о замене стабилизатора на новый с доработанной конструкцией. При этом рекомендуемая задняя предельная центровка составляла 33 % САХ. Но при изучении обломков выяснилось, что замены стабилизатора на самом деле не было, а потому на самолёте стоял недоработанный стабилизатор старой конструкции, из-за чего предельная задняя центровка ограничивалась 32 % САХ.

## Причины
Причиной происшествия комиссия назвала изменение центровки самолета при взлёте за пределы допустимого, когда один из пассажиров переместился к хвостовой части, а также из-за нарушения экипажем инструкций по загрузке и центровке авиалайнера при подготовке к полёту. Способствовали катастрофе действия начальника аэропорта, который не высадил неоформленного пассажира, и начальства Дальнереченской объединённой авиаэскадрильи и Владивостокского объединённого авиаотряда, которое плохо организовывало лётную работу и не контролировало действия экипажей, когда те находились в отрыве от базы.